# Anvin
Anvin je francouzská obec v departementu Pas-de-Calais v regionu Hauts-de-France. Žije zde 709 obyvatel.

## Geografie

### Sousední obce
| Růžice kompasu | Bergueneuse | Heuchin |               | Růžice kompasu |
| Růžice kompasu | Teneur      | Sever   | Eps           | Růžice kompasu |
| Růžice kompasu | Teneur      | Anvin   | Eps           | Růžice kompasu |
| Růžice kompasu | Teneur      | Jih     | Eps           | Růžice kompasu |
| Růžice kompasu |             | Fleury  | Monchy-Cayeux | Růžice kompasu |